# Kościół Wniebowzięcia Najświętszej Maryi Panny „Ta’ Ċeppuna” w Marsie
Kościół Wniebowzięcia Najświętszej Maryi Panny „Ta’ Ċeppuna” (malt. Knisja Santa Marija Ta’ Ċeppuna, ang. Church of the Assumption (Ta’ Ċeppuna)) – rzymskokatolicki kościół leżący w miejscowości Marsa na Malcie. Znajduje się na terenie Marsa Sports Club. Świątynia wchodzi w skład parafii Trójcy Świętej w Marsie.

## Historia
Od dawna kościółek ten znany był pod krótką nazwą „Ta’ Ċeppuna”, od miejsca, w którym został zbudowany. Historyk Annibale Preca twierdzi, że słowo „ċeppuna” oznacza „coś ukrytego w ciemności”.

Achille Ferres w swojej książce „Descrizione Storica delle Chiese di Malta e Gozo” określa ten kościół jako bardzo stary i zbudowany około 1500. Prawdopodobnie zbudowali go myśliwi, którzy bywali na tych terenach, które w tamtym czasie były bardzo dobrym terenem do polowań.
Szczególny epizod w historii tej świątyni związany jest z pierwszym wielkim mistrzem Zakonu Świętego Jana, Philippem Villiersem, który zmarł 21 sierpnia 1534 roku w klasztorze franciszkanów przy kościele Ta’ Giesu w Rabacie. Stamtąd zabrany został do Birgu, wówczas miejsca osiedlenia joannitów przed zbudowaniem Valletty. Ale po drodze złożono na noc zwłoki w kościele Santa Marija ta’ Ċeppuna, a następnego dnia rano zabrano na barkę i przewieziono drogą morską do Birgu.
W 1575 kościół odwiedził prałat Pietro Dusina, delegat apostolski. W swoim raporcie nazwał świątynię „Chiesa Della Beata Vergine Assunta detta di Ceppuna nel Territorio Marsa”. Znaczy to, że przydomek „Ta’ Ċeppuna” kościół nosił od początków swojego istnienia.

### II wojna światowa
Podczas ostatniej wojny cały teren Klubu Sportowego Marsa znalazł się w rękach Brytyjczyków i dlatego również ucierpiał z powodu ataków powietrznych. Kościół, wówczas wykorzystywany jako magazyn, został trafiony bombami i zawalił się, lecz wkrótce potem został odbudowany na tym samym fundamencie co stary i w tym samym stylu.

### Odrestaurowanie
Przez lata zarówno pogoda, jak i inne czynniki wyrządziły wiele szkód w budynku kaplicy. Kaplica została odrestaurowana we współpracy z Din l-Art Ħelwa po raz pierwszy w latach 90. XX wieku. W 2006 kaplica została odrestaurowana przez Ministerstwo Zasobów i Infrastruktury. Prace renowacyjne trwały od 10 maja do 1 sierpnia tego roku. 28 grudnia 2006 odnowiony kościół został poświęcony przez ks. Manuela Abelę, emerytowanego proboszcza parafii Trójcy Świętej.
W trakcie prac restauracyjnych pokryto dach nową papą, wykonano nową posadzkę z płyt, wyburzono pomieszczenie obok kościoła dobudowane kiedyś jako zakrystia, przedłużono zewnętrzny parapet do szerokości fasady kościoła i odrestaurowano istniejące drzwi wejściowe. Wykonano także nowe okno oraz sprzątnięto teren wokół kościoła.
Wartość wszystkich prac renowacyjnych wyniosła 17,5 tysiąca euro.

## Architektura
Nie jest znany architekt istniejącego dziś kościoła. Kościół został zbudowany z lokalnego wapienia globigerynowego, ma formę niewielkiego sześcianu.  
Sklepienie świątyni, wykonane z płyt wapiennych, wsparte jest na trzech łukach. Podłoga wykonana jest z dużych płyt.
Wewnątrz znajduje się tylko jeden ołtarz wykonany z wapienia. Jest on umieszczony na jednostopniowym podwyższeniu w niewielkiej zwieńczonej łukiem apsydzie na wschodniej ścianie. Nad ołtarzem znajduje się reprodukcja obrazu tytularnego, na którym znajduje się Matka Boża ze św. Pawłem, św. Janem Chrzcicielem oraz św. Mikołajem, w otoczeniu putti. 